# Josef Bayer
 (juin 2025).
Si vous disposez d'ouvrages ou d'articles de référence ou si vous connaissez des sites web de qualité traitant du thème abordé ici, merci de compléter l'article en donnant les références utiles à sa vérifiabilité et en les liant à la section « Notes et références ».
Pour les articles homonymes, voir Josef Bayer (anthropologue) et Bayer.
Josef Bayer (né le 6 mars 1852 à Vienne et mort le 12 mars 1913 à Vienne) est un compositeur autrichien.

## Biographie
Après des études au conservatoire de Vienne avec Josef Hellmesberger senior, Felix Otto Dessoff et Anton Bruckner, Joseph Bayer devient en 1870 violoniste dans l'orchestre de la cour, il occupera ce poste durant 28 ans. En 1883 il accède au poste de Hofopernkapellmeister. Il a composé plus de 20 ballets, plusieurs opérettes, musiques de scène et nombre d'autres pièces.
Son premier succès a été son ballet Wiener Walzer (1885). En 1888 il présente Die Puppenfee, la plus grosse production de ballet alors réalisée par l'opéra de la cour de Vienne. En 1889, Joseph Bayer achève le ballet Cendrillon de Johann Strauss II, interrompu par la mort de son auteur.

## Œuvres principales
- Paraplui-Marsch
- Sonnen-Walzer
- Bade-Galopp
- hristkindl-Polka
- Der Dolch Un acte pour deux personnages (1909)

### Ballets
- Wiener Walzer
- Die Puppenfee
- Österreichische Märsch
- Rund um Wien
- Sonne und Erde
- La Fiancée coréenne

### Opérettes
- Der Chevalier von San Marco (New York, 1882)
- Mister Menelaus (Vienne, 1896)
- Fräulein Hexe (Vienne, 1898)
- Der Polizeichef (Vienne, 1904)
- Spitzbub & Cie. (Vienne, 1907)
- Das Damenduell (Vienne, 1907)